# Corruptissima re publica plurimae leges
Corruptissima re publica plurimae leges, ou ainda Corruptissima republica plurimae leges, é uma máxima latina atribuída a Tácito, historiador e político romano. Significa "As leis são muitas quando o Estado é corrupto", ou, mais comumente, "Quanto mais corrupto o Estado, maior o número de leis". O raciocínio em questão é que, quando há muita corrupção no Estado as leis se multiplicam, porque há muitas transgressões — muitos são os cidadãos que transgridem a lei, porém pequena é a capacidade do Estado em fazê-la cumprir.
Dessa forma, aumenta-se a quantidade de leis, de penas e do peso das mesmas, para tentar antever um enorme número de delitos, circunstâncias, brechas legais, agravantes, atenuantes, etc., sem contudo conseguir-se pôr fim à situação. Em razão da corrupção do Estado ser grande, muitas são as leis que a combatem, sem de fato obter qualquer sucesso. Relacionada a esta máxima está o princípio iluminista defendido pelo jurista italiano Cesare Beccaria em sua obra clássica "Dos Delitos e das Penas", segundo o qual a justiça — e portanto um combate efetivo à corrupção — se faz melhor não pela severidade das penas, mas sim pela certeza da punição.